# Großkokerei
Großkokereien sind „Kokereien mit einer jährlichen Leistungsfähigkeit von 23 % (1.935.000 Jahrestonnen) der Gesamt-Erzeugungsmöglichkeit“ (Begriffsdefinition der Vereinigten Stahlwerke AG (1926)).
Die Großkokerei verarbeitet den Kokskohlenanfall einer Schachtanlage vollständig und verlangt die fließende Ausnutzung von Maschinen und Mannschaft.
Die Großkokereien liegen auf dem Gelände großer Schachtanlagen.
Genannt wurden hier:
- Kokerei Kaiser Friedrich
- Kokerei Westende (Rheinstahl)
- Kokerei Westende (Phoenix)
- Kokerei Bruchstraße
- Kokerei Minister Stein
- Kokerei Erin
- Kokerei Alma

Siehe auch: Zentralkokerei